# Samedi soir
Pour les articles homonymes, voir Samedi soir (homonymie).
Samedi soir est un film français réalisé par Yannick Andréi en 1961.

## Fiche technique
- Réalisateur : Yannick Andréi
- Scénario : Daniel Cauchy & Yannick Andréi
- Producteur : Daniel Cauchy et Pierre Jouffre
- Musique : Sacha Distel
- Directeur de la photographie : Marcel Combes
- Société de production  : C.C. Films
- Format : Noir et blanc - 2,35:1 - 35 mm - Son mono
- Pays de production : France
- Genre : Film dramatique
- Durée : 85 minutes
- Date de sortie :	
  - France : 12 juillet 1961
- Affiche : Jouineau Bourduge (France)

## Distribution
- Daniel Cauchy : Jacky
- Max Montavon
- Claude Achard
- France Asselin
- Georges Nojaroff
- Michaël Van Hoecke
- Anne-Marie Bellini
- Françoise Deldick
- Nicole Jonesco
- Éric Le Hung
- Betty Beckers
- Robert Burnier : Le commissaire